# Szuppan Zsigmond
Szuppan Zsigmond, vezetékneve előfordul olykor Szuppán, Supan, Suppan formában is (Körmöcbánya, 1814. január 18. – Esztergom, 1881. július 14.) bölcseleti doktor, esztergomi kanonok és címzetes püspök.

## Élete
Szülőhelyén végezte a gimnázium öt osztályát, a VI.-at pedig Vácon. 1828-ban felvétetvén az esztergomi papnövendékek sorába, Nagyszombatba küldték, ahol a bölcseletet és teológiát végezte 1834-től 1837. február 22-ig, midőn áldozópappá szenteltetett, majd Esztergomban élt mint nevelő, ugyanitt lett azután káplán. 1839-ben bölcseleti doktorrá avatták és az esztergomi főegyházhoz az énekkar igazgatójává nevezték ki.
1840. szeptemberben nagyszombati érseki líceumi hitszónok, a magyar nyelv és irodalom tanára és tanulmányi felügyelő, majd szentszéki ülnök és 1852-ben a líceum megszűnésével az érseki főgimnázium igazgatója lett. 1855-ben pápai kamarássá, 1858. szeptember 4-én pozsonyi és 1861. március 11-én esztergomi kanonok lett. 1865. április 11-én elnyerte a madocsai apátság címét és 1869. június 12-én komáromi főesperessé lépett elő. 
1870. március 30-án Ő felsége a besztercebányai püspökséget adományozta neki; a püspökségről azonban, mielőtt elfoglalta volna, 1871. július 16-án lemondott és október 14-én az esztergomi káptalanba visszahelyezték egyszersmind nyitrai főesperes és novi címzetes püspök lett. Mint pápai kamarás, madocsai apát, nyitrai főesperes és szentistváni prépost halt meg 1881. július 14-én Esztergomban.
A nagyszombati gimnázium 1854. évi Értesítőjében megírta a nagyszombati gimnázium történetét.

## Munkái
- Magyar nyelvtan, előkészítésül s útmutatásul a jó stylusra serdültebbek számára. Nagyszombat 1844-45, 1847, négy rész (II. Az írásbeli előadás törvényei, III. Pozsony, 1847. A prosa s költészet nyelve, IV., Nagyszombat, 1847. A magyar és külföldi irodalom története)
- Predigt zum Dankfeste, welches nach dem glücklich bezwungenen Bürgerkriege am 1. Nov. 1849. in der Collegiatspfarrkirche zu Tirnau, feierlichst begangen worden ist. Tirnau
- Die unbefleckte Empfängniss der seligsten Jungfrau Maria, als Dogma erklärt zu Róm. den 8. Dec. 1854... veröffentlicht... zu Tirnau... Tyrnau, 1855
- Zur Erinnerung an die zu Tirnau, den 3. April 1859... begangene Primizfeier des... Priesters Mauritius Skrivanek Lehrer am fürstbischöfl. Gymnasium zu Tyrnau. Tirnau